# Neuquenaphis michelbacheri
Neuquenaphis michelbacheri är en insektsart som beskrevs av Essig 1953. Neuquenaphis michelbacheri ingår i släktet Neuquenaphis och familjen långrörsbladlöss. Inga underarter finns listade i Catalogue of Life.